# منطقه حفاظت‌شده هرمود
منطقه حفاظت شده هرمود در استان فارس و استان هرمزگان در شهرستان لارستان، بین ۲۷٫۱۵ تا ۲۷٫۴۵ درجه عرض شمالی و ۵۴٫۴۲ تا ۵۵٫۲۷ درجه طول شرقی واقع شده است. مساحت آن ۲۰۷۹۶۱ هکتار است.

## اهمیت
این منطقه حفاظت شده در شهرستان لارستان و در خاور بخش رویدر و در مرکز مشترک استان فارس و هرمزگان قرار گرفته است. این منطقه به علت شرایط خاص اکولوژیکی، از نظر برخورداری از گونه‌های گیاهی و جانوری خاص مناطق گرمسیری و قوچ لارستان یکی از مناطق قابل توجه گردشگاهی و پژوهشی است. این منطقه به علت داشتن منبع‌های نفت در زیر زمین و منبع‌های مواد معدنی از قبیل سنگ آهنی ونمک و گچ اهمیت بسزایی در منطقه و کشور دارد

## پوشش گیاهی
سرو کوهی (ارس), زیتون، بنه (پسته وحشی), بادام وحشی، کهور، آکاسیا، کنار، قیچ، گون، استبرق، درمنه و کلاه میرحسن آویشن. مور خوش. مورتلخ. انجیر کوهی. گز. درخت نخل.

## پستانداران
قوچ لارستان، قوچ و میش، کل و بز، پلنگ، جبیر، گرگ، گراز، شغال، روباه، تشی، خرگوش و گربه وحشی. سیاه‌گوش. کفتار. سمور. خارپشت.

## پرندگان
کبک، تیهو، هوبره، کوکر، نوعی کبوتر، قمری، جغد، بادخورک، هدهد، انواع عقابها و لاشخورها انواع خفاش. زنبور خوار.
خزندگان: مار جعفری، تیر مار، مار شاخدار، یله مار، قمچه مار، مار پلنگی، مار شتری و مار قطایی. انواع مار مولک.